# برنز (فیلم)
برنز (به انگلیسی: The Bronze) فیلمی، ورزشی , کمدی-درام محصول سال ۲۰۱۵ آمریکا به کارگردانی برایان باکلی و نوشته شده توسط ملیسا راوش و وینستون راخ است. این فیلم در مارس ۱۸، ۲۰۱۶ توسط سونی پیکچرز کلاسیک منتشر شده است.